# Acer duplicatoserratum
Acer duplicatoserratum är en kinesträdsväxtart som beskrevs av Bunzo Hayata. Acer duplicatoserratum ingår i släktet lönnar, och familjen kinesträdsväxter. Inga underarter finns listade i Catalogue of Life.